# Afterburn (2025)
Afterburn is een aankomende Amerikaanse komische sciencefiction-actiefilm geregisseerd door J.J. Perry. De film is gebaseerd op het gelijknamige stripverhaal van Scott Chitwood, Paul Ens en Wayne Nichols.

## Verhaal
De film volgt de ex-soldaat Jake die op de aarde leeft, tien jaar nadat deze is getroffen door een zonnevlam en daarbij de technologie erop vernietigd heeft. Jake werkt inmiddels als schatzoeker en vindt waardevolle voorwerpen terug voor machtige klanten. Dit levert hem een nieuwe missie op; om de Mona Lisa terug te vinden, voordat een gestoorde krijgsheer dat doet. Jake gaat hierbij een samenwerking aan met vrijheidsstrijder Drea.

## Rolverdeling
| acteur            | personage |
| ----------------- | --------- |
| Dave Bautista     | Jake      |
| Samuel L. Jackson | Valentine |
| Olga Kurylenko    | Drea      |
| Kristofer Hivju   | n.n.b.    |
| Daniel Bernhardt  | n.n.b.    |
| George Somber     | n.n.b.    |
| Phil Zimmerman    | n.n.b.    |

## Achtergrond
De film werd geregisseerd door J.J. Perry en geproduceerd door Toby Jaffe, Neal H. Moritz, Steve Richards en Christopher Milburn. Het scenario van de film werd geschreven door Matt Johnson en Nimród Antal en is gebaseerd op het gelijknamige stripverhaal van Scott Chitwood, Paul Ens en Wayne Nichols. De opnames van de film gingen op 10 mei 2024 van start in Bratislava, Slowakije en werden afgerond op 27 juni 2024. De muziek in de film werd gecomponeerd door Roque Baños. Hoofdrollen in de film waren weggelegd voor onder anderen Dave Bautista, Samuel L. Jackson, Olga Kurylenko en Kristofer Hivju.

## Release
Op 2 juli 2025 werd de eerste trailer van de film uitgebracht. Afterburn staat gepland om door distributeur Saban Films op 21 augustus 2025 in de Nederlandse bioscopen en op 22 augustus 2025 in de Amerikaanse bioscopen uitgebracht te worden.